# Decsi református templom
A decsi református templom a Tolna vármegyei Decs központjában álló műemlék református templom, amely a megye legjelentősebb épségben fennmaradt gótikus stílusú épületének számít.

## Története
Decsen a katolikus templom első említése 1402-ből származik, amikor egy kőtemplomot építettek a régi fatemplom helyett. Az ekkoriból fönnmaradt dokumentum szerint 1402-ben a pápa engedélyt adott a váci káptalannak, hogy Decs nevű birtokán az ott álló fakápolna helyett Szent Ilona tiszteletére kőtemplomot vagy kápolnát (unam ecclesiam sive capellam lapideam) építsenek és plébániát alapítsanak,1403-ban pedig meghagyta a pécsi püspöknek, hogy akadályozza meg a decsi plébánia létesítését, ha az az őcsényi plébánia jogait sértené. 1516-ban teljesen újjáépítették. A késő gótikus átépítés idejére a bejárat feletti felirattöredék utalhat, amely a rövidítések feloldása után így hangzik: „AN(N)O D(OMI)NI M(ILLESIMO): QINGEN(TESIMO) DECI(M)O SEXTO, T(EMPO)RE ORBITUS REGIS VLADISLAI / POST SEDICIONEM ET DISTURBIU(M) CRUCIFERORU(M) TERCIO AN(N)O” (Az Úr 1516. esztendejében, Ulászló király halálának idejében, a keresztesek lázadása és pártütése utáni harmadik esztendőben.)
Amikor 1540-ben a lakosok elfogadták a reformációt, már használták a templomot. A török uralom alatt romossá vált, a már békés időkben, 1720-ban az épületet befedték és 1745-ben újjáépítették. 1773-ban tűzvész pusztított, a tornyot II. József türelmi rendelete után 1788-ban, a toronysüveget pedig 1907-ben építették. Felújítási munkálatokra 1908-ban és 1939-ben került sor. Az 1970-es években az előcsarnokot lebontották, és új oldalsó bejáratot készítettek. A galériát belülről lebontották. A tornyot a homlokzattal együtt 1989-1990 között restaurálták.

## Építészeti jellemzői
Az egyhajós templom alaprajzán máig látszódnak a gótikus, egyhajós katolikus templom jellemzői, bár belső elrendezése már teljesen átalakult az évszázadok során. A poligonális záródású egykori szentély hossza 13 méter, szélessége pedig 6,6 méter, melyhez egy 15,5 méter hosszúságú és 9,7 méter szélességű hosszház kapcsolódik. A nyugati homlokzatot a később hozzáépített barokk torony zárja, melynek aljában egy bejáratot és előteret alakítottak ki. A másik bejárat a déli oldalon nyílik, ehhez szintén egy kis előteret építettek.
Az 1800-ban készült szószék és az 1803-ból származó úrasztala a hajó és a szentély északi találkozásánál lett kialakítva, és a faragott fapadok is ebbe az irányba néznek. A fehérre meszelt falakon csak a déli oldalon nyílnak ablakok, melyek jellegzetesen gótikusak: viszonylag keskenyek, de rendkívül magasak. A belmagasság meghaladja a 11 métert, melyet egy vízszintes mennyezet zár le. A sötétkékre festett mennyezet az eget szimbolizálja, melyet apróbb aranycsillagok tarkítanak. Jelentősebb aranyozott díszítések még a két mennyezetfél közepén található nagyobb aranycsillag, valamint a plafon oldalszegélyein végighúzódó díszes sávok.
A karzat három dongaboltozatát 4 jón oszlopfős oszlop tartja. A mellvédet szürke alapon kék és arany virágok és növényi ornamentika díszíti. A templombelső leglátványosabb darabja a neogótikus orgona.

## Harangok
A templom jelenleg két haranggal rendelkezik . Az eredeti, mintegy 1000 kilogrammos nagyharangját elrekvirálták az első világháború során, pótlására azóta sem került sor. A jelenlegi nagyharang kb. 680 kg-os, 108 cm-es átmérőjű, és g' alaphangú. 1922-ben öntötte F. W. Rincker Budapesten. A kisharang tömege mintegy 270 kg, átmérője 74 cm, és c'' hangon szólal meg. Thury János és Kosts Imre öntötték 1881-ben Budapesten.

## Fordítás
- Ez a szócikk részben vagy egészben  a   Kalvinana preĝejo (Decs) című eszperantó Wikipédia-szócikk ezen változatának fordításán alapul.  Az eredeti cikk szerkesztőit annak laptörténete sorolja fel. Ez a jelzés csupán a megfogalmazás eredetét és a szerzői jogokat jelzi, nem szolgál a cikkben szereplő információk forrásmegjelöléseként.